# Agnostopelma
Agnostopelma is een geslacht van spinnen uit de familie vogelspinnen (Theraphosidae).

## Soorten
De volgende soorten zijn bij het geslacht ingedeeld:
- Agnostopelma gardel Pérez-Miles & Weinmann, 2010
- Agnostopelma tota Pérez-Miles & Weinmann, 2010